# Leone sierraleonese
Il leone sierraleonese è la valuta della Sierra Leone. La moneta è suddivisa in 100 cent. Il codice ISO 4217 è SLE ed il leone è abbreviato con Le posto davanti alla cifra.

## Storia
Il leone fu introdotto nel 1964. Sostituiva la sterlina dell'Africa occidentale con un tasso di 1 sterlina = 2 leone (cioè 1 leone = 10 shilling).
Il paese dal 1791 al 1805 aveva avuto come moneta il dollaro sierraleonese.

## Monete
Nel 1964 furono introdotte monete con i valori di ½, 1, 5, 10 e 20 cent.  Tutte avevano il ritratto di Milton Margai, che era stato il primo primo ministro della Sierra Leone, morto mentre era in carica. Nel 1972, furono immesse monete da 50 cent con il ritratto di Siaka Stevens. Questo ritratto apparve in seguito sulla nuova serie di monete, di dimensioni leggermente ridotte, che fu coniato nel 1980 con i valori di ½, 1, 5, 10 e 20 cent. Nel 1987 fu introdotta la nuova moneta ottagonale 1987, da 1 leone in nichel-bronzo.
In seguito ad un periodo di alta inflazione nel 1996 furono emesse nuove monete da 10, 50 e 100 leone. Quella da 500 leone è stata introdotta nel 2004. Delle quattro monete attualmente in circolazione solo quella da 100 leone è disponibile in quantità sufficiente.

## Banconote
Nel 1964 la Banca di Sierra Leone introdusse banconote nei valori di 1, 2 e 5 leone. La banconota da 50 cent fu emessa nel 1979, quella da 10 leone nel 1980 e quella da 20 leone nel 1982. La banconota da 100 leone è stata immessa nel 1988, seguita da quella da 500 leone nel 1991, da 1000 e 5000 leone nel 1993, da 2000 leone nel 2000 e da 10 000 leone nel 2004.
Le banconote attualmente in circolazione sono quelle da 500, 1000, 2000, 5000 e 10 000 leone. Le banconote da 10 000 leone sono state in circolazione per meno di un anno ed attualmente sono scarse. Di conseguenza la maggior parte delle transazioni avvengono con biglietti da 5000 leone. A causa dell'inflazione verrà presto introdotta una banconota da 20 000 leone.